# Miki Sawada
Miki Sawada (澤田 美喜, Sawada Miki, 19 septembre 1901 - 12 mai 1980) est une travailleuse sociale japonaise connue pour avoir recueilli et protégé 2 000 orphelins nippo-américains durant l'après-guerre japonais.

## Biographie

### Enfance et formation
Miki Sawada nait à Tokyo, au Japon, le 19 septembre 1901. Elle est la fille aînée de Hisaya Iwasaki, alors réputé être l' homme le plus riche du Japon, et la petite-fille d'Iwasaki Yataro, le fondateur du conglomérat Mitsubishi Zaibatsu. Elle a fréquenté des écoles privées pour filles à Ochanomizu jusqu'à l'âge de 15 ans. Umeko Tsuda a ensuite été chargée de son instruction en qualité de tutrice privé.
En 1922, elle épouse le diplomate japonais Renzo Sawada, ambassadeur du Japon aux Nations Unies. Il est chrétien et Miki se convertit sous son influence lorsqu'ils se marient. Ils ont eu quatre enfants.

### Orphelinat Elizabeth Saunders
Le travail de diplomate de Renzo les a amenés à Buenos Aires, Pékin, Londres, Paris et New York. Au cours de sa vie hors du Japon en tant qu'épouse de diplomate, elle se lie d'amitié avec de nombreuses personnes influentes,  Joséphine Baker, qui l'ont ensuite aidée à fonder la maison Elizabeth Saunders. Alors qu'elle vit à Londres, elle visite un orphelinat géré par Thomas J. Barnardo appelé "l'orphelinat du Dr Barnardo", ce qui l'a ensuite inspirée à créer le sien.
Après la Seconde Guerre mondiale, Sawada a accueilli de nombreux enfants métisses. Ces enfants étaient victimes de discrimination parce que leurs mères étaient japonaises et leurs pères étaient des soldats américains. Ils sont recueillis à la suite de leur abandon par leurs parents. Il y a un tel afflux d'enfants métisses abandonnés qu'en 1948, elle vend tous ses biens et utilise l'argent pour fonder la maison Elizabeth Saunders à Oiso, Kanagawa, Japon.
Le nom de la structure d'accueil fait référence à Elizabeth Saunders, la première donatrice de l'orphelinat. Le gouvernement japonais ne veut pas soutenir l'orphelinat et ne permet pas qu'il soit enregistré comme organisation à but non lucratif, Sawada a donc toujours eu beaucoup de difficultés à trouver des financements. Sawada visite les États-Unis en 1949 et 1950 pour donner des conférences et recueillir des dons pour l'orphelinat. Près de 2 000 enfants y ont vécu, Sawada devenant la «mère de 2 000 enfants».
Beaucoup de ceux qu'elle a rencontrés au cours de ses voyages ont adopté des enfants de l'orphelinat, notamment Joséphine Baker, qui a également organisé des concerts au profit de l'orphelinat.
Sawada a reçu l'Ordre du Trésor Sacré, deuxième classe, le 29 avril 1972.
Elle est décédée d'une crise cardiaque à Majorque le 12 mai 1980[réf. nécessaire].